# Snow (film)
Snow (Snijeg) è un film del 2008 diretto da Aida Begić.